# 張重華
張 重華（ちょう ちょうか）は、五胡十六国時代の前涼の第5代君主。字は泰臨。第4代君主張駿の次男。

## 生涯

### 父の時代
建興18年（330年）、張駿の次男として生まれる。建興20年（332年）、世子に立てられた。寛大で思いやりがあり、穏やかな人物であった。また、立ち居振る舞いは甚だ立派であり、沈着で毅然としていた。建興27年（339年）11月、張駿の命により、州の事務の一部を執り行うようになった。建興33年（345年）12月に涼州刺史に任じられた。

### 後を継ぐ
建興34年（346年）5月、張駿は病に罹り、やがてこの世を去った。6月、群臣は張重華に後を継がせ、使持節・大都督・大将軍・太尉・護羌校尉・涼州牧・西平公・仮涼王を称させた。張重華は領内に大赦を下し、永楽と改元した。張駿を文公と諡し、嫡母（父の正妻）の厳氏を尊んで太王太后に立てて永訓宮に住まわせ、実母の馬氏を王太后に立てて永寿宮に住まわせた。さらに後趙君主石虎に使者を派遣して表を奉じ、従属する姿勢を示した。7月、張駿を大陵において葬った。

### 後趙襲来
同年、張駿の死を好機と見た石虎は、涼州刺史麻秋・将軍王擢・孫伏都らを前涼に侵攻させた。王擢は武街を攻略して護軍の曹権・胡宣を捕らえ、七千家を超える民を雍州へ強制移住させた。さらに、麻秋・孫伏都は金城を攻略し、太守張沖を降伏させた。涼州の地は大混乱に陥り、民衆は恐怖を抱いた。この事態に際し、牧府相司馬・涼州司馬張耽は「良い君主は過去の勲功に関わらず、真に才覚を持った者を起用すると言います。識者の多くは古くからの旧将を推挙していますが、今起用すべき者は主簿の謝艾を置いて他におりません」と上表した。そこで張重華は謝艾を召し出し、五千の兵卒を与えて麻秋の迎撃を命じると、謝艾の率いる軍は将軍綦毋安を始めとして五千を超える首級を挙げ、後趙軍を退ける事に成功した。
建興35年（347年）4月、再び後趙が攻勢に出ると、張重華は再び謝艾に3万の兵を与えて進軍させ、謝艾が杜勲・汲魚の2将を討ち取って1万3千の兵を捕らえる大勝を挙げると、張重華は謝艾を太府左長史に昇進させ、福禄県伯に進封させた。また、五千戸を加増して、帛八千匹を下賜した。5月、麻秋・石寧らが再び襲来し、12万の軍勢で河南へ駐屯した。張重華は将軍牛旋に迎撃を命じたが、牛旋は枹罕まで退いて交戦しようとしなかったので、姑臧の民は大いに動揺した。張重華は自ら出征して迎撃しようとしたが、謝艾・索遐らに諫められてこれを思い留まり、謝艾を使持節・都督征討諸軍事・行衛将軍に、索遐を軍正将軍に任じ、2万の軍勢を与えて敵軍を防がせた。謝艾らは出撃すると敵軍の侵攻を阻み、その間に別将の楊康が沙阜において劉寧を撃破し、金城まで退却させた。

### 涼王を望む
10月、東晋の侍御史兪帰が涼州へ到来し、張重華を侍中・大都督・隴右関中諸軍事・大将軍・涼州刺史に任じ、西平公に封じる旨を告げた。これにより、張重華の官爵は自称ではなく、正式なものとなった。だが、張重華は涼王の爵位を望んでおり、兪帰が姑臧へ到着した折に詔を貰うよう要請したが、兪帰は応じなかった。そのため、張重華は兪帰の友人の沈猛に説得を命じ、沈猛は私的な場で兪帰と会うと「朝廷は鮮卑族の慕容皝を燕王へ封じておきながら、主公は大将軍の官位を任命されたに過ぎぬ。主公（張重華）は先祖代々晋の忠臣であるが、今や鮮卑にも及ばないというのはどういう事であるか」と述べた。
これに対し兪帰は「春秋時代、呉・楚などは周王を差し置いて王号を僭称するようになった。諸侯はこれを非としなかったが、これは彼らを夷蛮の者に過ぎないと見做していたからである。主上は公（張重華）の忠賢をもって公の爵位を下賜し、方伯の任を与えたのである。今、公は位を継いで間もないのに、早くも王になろうとしている。公が現地の民衆を従えて東の胡・羯を平らげ、陵廟を修復し、洛陽に天子を迎え入れたならば、どのような爵位をもってこれに加えれば良いのか」と反論した。張重華はこの話を聞き、遂に王号を諦めた。

### 政務を怠る
建興36年（348年）、張重華は強敵を立て続けに破ったことから、次第に政務を怠るようになり、賓客に接することも少なくなった。司直索遐はこれを諌めて再び政務に励むよう上奏したが、張重華はこれを聞いて答謝したものの、結局その態度が改まることはなかった。張重華はしばしば左右の寵臣に金銭を下賜し、また賭博や遊戯に興じたため、政治は荒廃するようになった。徴事の索振はこれを諫めて「先王は寝る間も惜しんで夜遅くまで政務に励み、また甲兵の修練にも努めました。さらに、その倹約をもって府庫を満たしました。これは、仇恥を雪いで四海を平定する志があればこそでした。殿下が継位されて間もなく、強寇が幾度も侵略しましたが、惜しまずに褒賞を下賜したので、戦士は死力を尽くし、かろうじて社稷を保つ事が出来たのです。今、蓄えは尽きかけており、寇仇はいまだ健在であります。どうして無功の者へ軽々しく与える事が出来ましょうか！」と述べると、張重華はこれを受け入れて謝罪した。建興37年（349年）12月、前燕より使者が到来し、張重華は協力して後趙を撃つ事を約束した。

### 前秦との戦い
建興40年（352年）11月、後趙の西中郎将王擢は隴上に屯していたが、前秦の丞相苻雄に敗れたので、衆を率いて前涼に亡命してきた。張重華は彼をよく厚遇し、征虜将軍・秦州刺史に任じて仮節を与えた。
建興41年（353年）2月、張弘・宋脩に歩騎1万5千を与えて王擢に合流させ、共に前秦を討伐させた。苻雄・衛大将軍苻菁が龍黎においてこれを迎え撃ち、前涼軍は大敗を喫して1万2千を失い、張弘・宋脩は捕らえられて長安へ送られた。王擢は秦州を放棄して姑臧に撤退した。張重華はこの敗戦を悼み、戦没者の為に喪服を着て哀哭し、さらに使者を派遣して弔問を行った。5月、張重華はまた王擢に2万の兵を与え、前秦領の上邽へ侵攻させた。秦州の郡県は多くが王擢に呼応し、王擢は苻願を撃破して長安まで撤退させた。
その後、張重華は東晋へ使者を派遣して戦勝報告をすると共に、上疎して「季龍（石虎の字）が自斃してその余衆は亡霊となってさまよい、国を奪い合って滅亡の憂き目に遭っており、この機を逃さず兵を発するべきです。臣は今、前鋒都督裴恒を派遣して歩騎7万で隴上へ出て、聖朝の赫然とした勢を待っております。山東は混乱していて考えるには及びません。長安は土地が肥えており、速やかに平定すべきです。臣は西の荒れ地を守任し、山川は悠遠であり、天子が六軍に大誓しても、未だそれを受ける事が適いません。いくら猛将威武を有しても、慶賀の陣列に参加する事が出来ません。空を望んでその日を待っており、孤憤・義傷しては剣を叩いて慷慨しており、心中は鬱積しております」と述べた。7月、東晋より使者が到来し、康献皇后の詔をもって張重華を涼州牧に任じた。

### 最期
10月、張重華は病を患うようになった。彼は春坊（太子の居所。東宮ともいわれる）に臨むと、左長史馬岌を派遣して当時まだ10歳であった子の張耀霊を世子に立て、領内へ大赦を下した。
張重華の庶兄である長寧侯張祚は、武芸に秀でて政治の才能を有していたが、密かに国を乱そうと考えていた。その為、張重華の寵臣であった趙長・尉緝らと結びつきを強め、異姓兄弟となった。都尉常據は張祚を危険視して朝廷の外へ出すよう勧めたが、張重華は「我は祚には周公の如く幼子を輔けて欲しいと考えているのに、君はどうしてそのような事を言うのか！」と激怒した。
また、張重華は功臣である謝艾を寵遇していたが、側近はこれを疎ましく思って讒言を繰り返したので、張重華は彼を酒泉郡太守に左遷してしまった。謝艾は張重華へ上疎し「権臣、佞臣が専断しており、公室の危機でございます。どうか臣を入侍させていただきますよう。また、長寧侯祚と趙長らは将に乱を為すでしょう。これを放逐すべきです」と述べたが、聞き入れられなかった。
11月、張重華の病はさらに篤くなった。張重華は謝艾を呼び戻そうと思い、衛将軍・監中外諸軍事に任じて張耀霊の輔政を命じる勅書を自ら書いたが、張祚・趙長がこれを秘匿して発表しなかった。間もなく張重華は平章殿においてこの世を去った。享年24、在位8年。張耀霊が後を継いだ。顕陵において葬られ、昭公と諡され、桓公と改められた。すぐに。また、東晋の穆帝からは敬烈と諡された。後に張祚が王位を僭称すると、桓王と追諡され、廟号を闕祖とされた。

## 怪異譚
建興41年（353年）9月、張重華は西河相張祚の殺害を目論んだが、その夜になると厩馬40匹が悉く後尾を失っていた。10月、雲が無いにもかかわらず雷鳴が轟き、みな東南へ逃れた。また、太陽は炎の如く真っ赤となり、さらには三足鳥も現れ、その姿形ははっきりとしていた。5日後にはすべて収まったという。張重華が病に倒れたのは、その後間もなくであった。

## 宗室

### 妻妾
- 王后裴氏
- 夫人郭氏

### 子
- 張耀霊
- 張玄靚

## 年号
1. 建興：346年 - 353年（または永楽：元年 - 8年）